# دوقية بوزنانيا الكبرى
دوقية بوزنان الكبرى (بالألمانية: Großherzogtum Posen؛ بالبولندية: Wielkie Księstwo Poznańskie) جزء من مملكة بروسيا، تكونت من الأراضي التي ضمتها بروسيا بعد تقاسم بولندا، وتأسست رسمياً في أعقاب الحروب النابليونية في سنة 1815. بكل الاتفاقات العائدة لمؤتمر فيينا كان لديها بعض الاستقلالية. ولكنها في الواقع كانت تابعة لبروسيا ولم تنفذ الحقوق المعلنة للرعايا البولنديين بشكل كامل. استخدم الاسم بشكل غير رسمي بعد ذلك لتدل على المنطقة، خصوصاً من جانب البولنديين، ويستخدمه المؤرخون المعاصرون اليوم لوصف الكيانات السياسية المختلفة حتى عام 1918. كانت عاصمتها مدينة بوزنان. حلت محل الدوقية الكبرى رسمياً مقاطعة مقاطعة بوزنانيا في الدستور البروسي في 5 يناير 1848.